# 75 Pułk Artylerii Polowej (Cesarstwo Niemieckie)

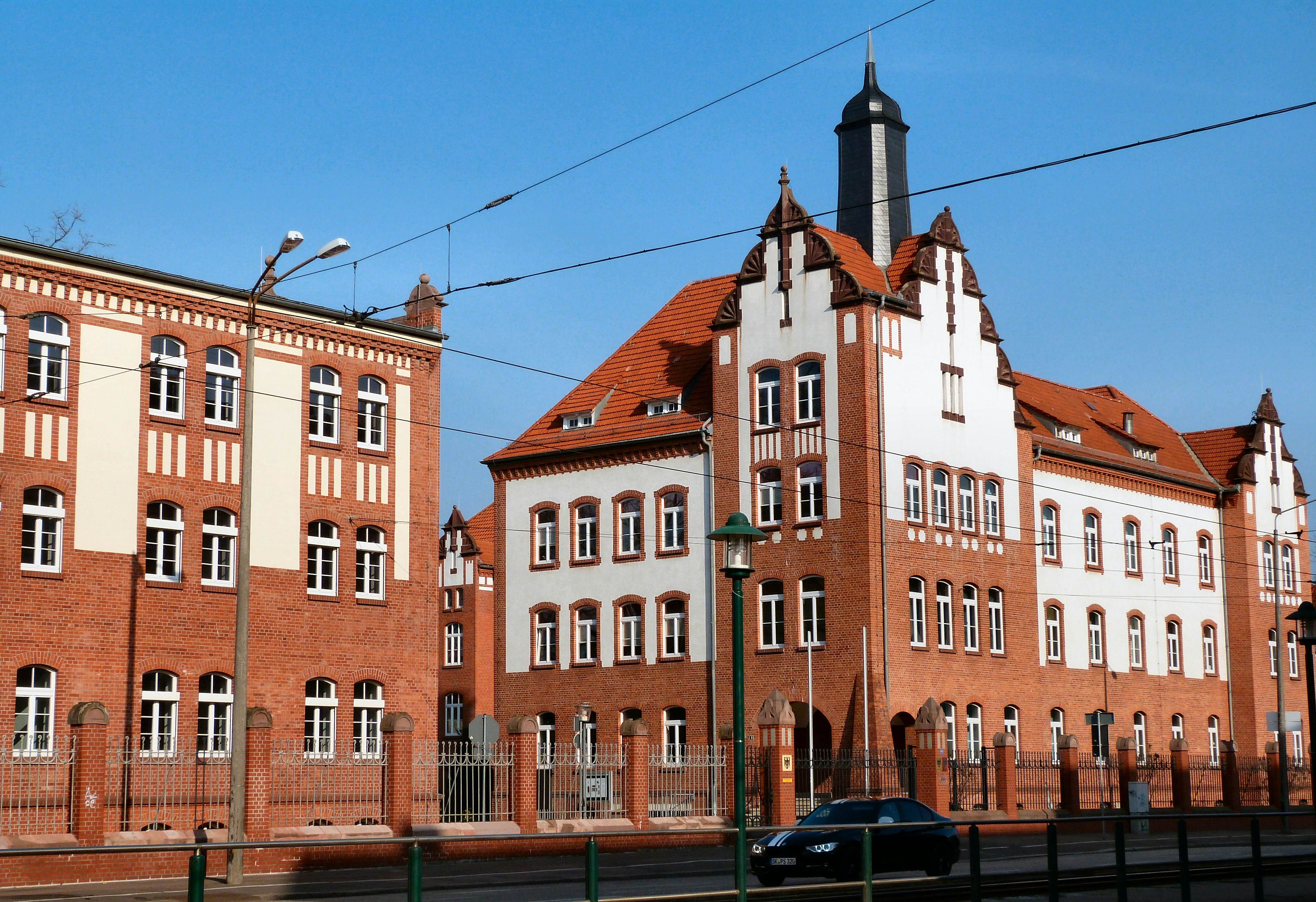
Dawne koszary pułku w Halle

75 pułk artylerii polowej (niem. Mansfelder Feldartillerie-Regiment Nr. 75) – oddział artylerii niemieckiej okresu Cesarstwa Niemieckiego.

## Historia
Pułk został sformowany 1 października 1899. Stacjonował w Halle (Saale). Wchodził w skład IV Korpusu Armijnego .
W 1914 był w strukturach 8 Brygady Artylerii z 8 Dywizji Piechoty.
W momencie rozpoczęcia I wojny światowej, w sierpniu 1914 pułk według etatu liczył 1368 żołnierzy, dzielił się na dwa bataliony po trzy baterie i dysponował 36 działami.

Od marca 1915 wszystkie nowe dywizje formowane były według „wzoru 1915”, a od czerwca 1917 przekształcono według niego pozostałe. Od kwietnia 1915 pułk artylerii polowej liczył etatowo 24 działa rozmieszczone w dwóch batalionach. 

Po kolejnych restrukturyzacjach, w 1917 pułk artylerii polowej składał się z dwóch batalionów polowych po 12 dział oraz batalionu haubic wyposażonego w 12 haubic.